# Нижний Ларс
Нижний Ла́рс (осет. Дæллаг Ларс) — село на Военно-Грузинской дороге в Северной Осетии. Подчинён Затеречному району города Владикавказа, входит в состав городского округа город Владикавказ (Дзауджикау). 

## География
Селение расположено в южной части городского округа Владикавказ, в 25 км к югу от города Владикавказ и в 6 км к северу от русско-грузинской границы. Граничит с землями населённых пунктов: Верхний Ларс на юге и Чми на севере. Средние высоты на территории села составляют около 1040 метров над уровнем моря.

## История
Первые сведения о Ларсе появляются в 16−17 веках. Это было самое восточное осетинское село и первое в Дарьяльском ущелье (которое до этого было заселено преимущественно вайнахами). Жили здесь осетины фамилии Слонатæ.

## Население
| 2002 | 2010 | 2021 |
| ---- | ---- | ---- |
| 273  | ↘166 | ↘103 |

Национальный состав
По данным Всероссийской переписи населения 2010 года.
| Народ   | Численность, чел. | Доля от всего населения, % |
| ------- | ----------------- | -------------------------- |
| грузины | 151               | 91,0 %                     |
| осетины | 14                | 8,4 %                      |
| другие  | 1                 | 0,6 %                      |
| всего   | 166               | 100 %                      |

## Улицы
В селе всего одна улица — Тагаурская. 

## Достопримечательности
- Сторожевая башня Дударовых[вд] — памятник архитектуры федерального значения, XVI—XIX века[7].